# Strażnica WOP Sobieszewo
Strażnica WOP Bąsak – podstawowy pododdział graniczny Wojsk Ochrony Pogranicza pełniący służbę ochronną na granicy morskiej.

## Formowanie i zmiany organizacyjne
Strażnica została sformowana w 1945  w strukturze 20 komendy odcinka Sopot jako 100 strażnica WOP (Bohnsack) (Bohnsack/Sobieszewo) o stanie 56 żołnierzy. Kierownictwo strażnicy stanowili: komendant strażnicy, zastępca komendanta do spraw polityczno-wychowawczych i zastępca do spraw zwiadu. Strażnica składała się z dwóch drużyn strzeleckich, drużyny fizylierów, drużyny łączności i gospodarczej. Etat przewidywał także instruktora do tresury psów służbowych oraz instruktora sanitarnego. Sformowane strażnice morskiego oddziału OP nie przystąpiły bezpośrednio do objęcia ochrony granicy morskiej. Odcinek dawnej granicy polsko-niemieckiej sprzed 1939  od Piaśnicy, aż do lewego styku z 4 Oddziałem OP ochraniany był przez radziecką straż graniczną wydzieloną ze składu wojsk marszałka Rokossowskiego. Pozostały odcinek granicy od rzeki Piaśnica, aż po granicę z ZSRR zabezpieczała Morska Milicja Obywatelska.
18.06.1949 strażnica nr 100 została przekazana z 8 batalionu OP do 10 batalionu OP.
Od 15 marca 1954 wprowadzono nową numerację strażnic. Strażnica Sobieszewo II kategorii otrzymała numer 97. 
Jesienią 1956  rozpoczęto numerować strażnice w systemie brygadowym. Podległa 163 batalionowi WOP strażnica Sobieszewo otrzymała numer 7. Latem 1957, po przekazaniu 161 batalionu WOP 15 Brygadzie WOP, zmieniono po raz kolejny numerację strażnic w systemie brygadowym. Strażnica Sobieszewo stała się numerem 13. W 1960, pozostając nadal w systemie brygadowym, odwrócono numerację. Strażnica otrzymała numer 3.

## Ochrona granicy
Strażnice sąsiednie:
99 strażnica WOP Gdańsk ⇔ 101 strażnica WOP Steegen – 1946

## Dowódcy strażnicy
- ppor. Józef Plitnik
- po. chor. Zbigniew Wicherkiewicz (był 10.1946)[c]
- por Monach Piotr (1948-?)
- ppor. Bonet Mickiewicz (1952)